# سن-اونزیم-دیکسوورت، کبک
سن-اونزیم-دیکسوورت (به فرانسوی: Saint-Onésime-d'Ixworth) شهری در منطقه شهری کاموراسکا ناحیه با-سن-لوران در استان کبک کانادا است. در سرشماری سال ۲۰۱۱ این شهر ۶۲۷ نفر جمعیت داشته‌است و مساحت آن ۱۰۳٫۵۹ کیلومتر مربع است.